# Campeonato Pernambucano de Futebol de 2024 - Série A2
A Série A2 do Campeonato Pernambucano de Futebol de 2024, oficialmente Campeonato Pernambucano Betnacional 2024 - Série A2 por questões de patrocínio, foi a 31ª edição do segundo nível estadual, do futebol profissional pernambucano e organizado pela Federação Pernambucana de Futebol. Disputada entre os meses de junho à setembro, a competição contou com o mesmo regulamento da Primeira divisão do mesmo ano e contou com 10 participantes.
Após conquistar o acesso a primeira divisão, o Jaguar sagrou-se campeão da Série A2 ao vencer o Decisão Sertânia em jogo único, por 1 a 0 no Estádio dos Aflitos, conquistando seu título inédito na competição. Em contra parte, Atlético Pernambucano e Íbis, foram rebaixados à Série A3 de 2025.

## Fórmula de disputa

### Primeira fase e Fase final
Em reunião do Conselho Técnico realizada em 8 de abril de 2024, a Federação Pernambucana de Futebol (FPF) decidiu que a fórmula do campeonato seria semelhante ao utilizado na Série A1 2024.
Na Primeira fase, as 10 equipes jogam entre si uma vez, somando 3 pontos por vitória e 1 ponto por empate e nenhum ponto por derrota. Após as 9 rodadas, os 6 melhores times avançam para a Fase final, já o 9º e o 10º são rebaixados para a Série A3 de 2025, enquanto o 7º e o 8º garantiriam sua permanência na segunda divisão do estadual. Em caso de empate em pontos entre duas ou mais equipes, a sua posição da  na tabela geral de pontuação é determinada pela ordemː
1. Maior número de vitórias;
2. Maior saldo de gols;
3. Maior número de gols pró;
4. Menor número de cartões vermelhos recebidos;
5. Menor número de cartões amarelos recebidos;
6. Sorteio

A Fase final envolve os 6 melhores times da 1ª fase, da forma que o 1º e o 2º vão direto para as semifinais. Do 3º ao 6º vão para a 2ª fase, chave 3º x 6º e 4º x 5º em jogo único para determinar os semifinalistas restantes, o 3º e o 4º tem o mando de campo. Os vencedores da 2ª fase enfrentam o 1º e o 2º nas semifinais em jogo de (ida e volta) estes últimos jogam a volta em casa.  Os vencedores das semifinais vão para a final em jogo de (ida e volta), com o time de melhor desempenho na 1ª fase sediando a volta. Empates na soma dos placares, pênaltis decidem o vencedor.

## Informações das equipes
| Aumento | Equipe promovida da Série A3 |

| Pos. | Rebaixados da divisão anterior |
| ---- | ------------------------------ |
| 9    | 1.º de Maio                    |
| 10   | Ferroviário do Cabo            |

| Pos. | Promovidos da divisão anterior |
| ---- | ------------------------------ |
| 1    | Afogados                       |
| 3    | Flamengo de Arcoverde          |

| Pos. | Promovidos da Série A3 |
| ---- | ---------------------- |
| 1    | Ipojuca                |
| 2    | Ypiranga-PE            |

## Primeira fase
| Pos | Equipe                | Pts | J | V | E | D | GP | GC | SG  | Classificação ou descenso         |
| --- | --------------------- | --- | - | - | - | - | -- | -- | --- | --------------------------------- |
| 1   | Vitória das Tabocas   | 22  | 9 | 7 | 1 | 1 | 18 | 7  | +11 | Classificados para a semifinal    |
| 2   | Decisão Sertânia      | 20  | 9 | 6 | 2 | 1 | 19 | 7  | +12 | Classificados para a semifinal    |
| 3   | Ipojuca               | 18  | 9 | 5 | 3 | 1 | 13 | 5  | +8  | Classificados para a segunda fase |
| 4   | Jaguar                | 17  | 9 | 5 | 2 | 2 | 19 | 6  | +13 | Classificados para a segunda fase |
| 5   | Ypiranga-PE           | 12  | 9 | 3 | 3 | 3 | 9  | 6  | +3  | Classificados para a segunda fase |
| 6   | Cabense               | 11  | 9 | 3 | 2 | 4 | 13 | 11 | +2  | Classificados para a segunda fase |
| 7   | Vera Cruz             | 9   | 9 | 2 | 3 | 4 | 9  | 18 | −9  |                                   |
| 8   | Centro Limoeirense    | 9   | 9 | 2 | 3 | 4 | 9  | 18 | −9  |                                   |
| 9   | Íbis                  | 6   | 9 | 1 | 3 | 5 | 9  | 14 | −5  | Rebaixados                        |
| 10  | Atlético Pernambucano | 0   | 9 | 0 | 0 | 9 | 2  | 35 | −33 | Rebaixados                        |

## Fase final
Em itálico, as equipes que possuem o mando de campo do confronto no jogo único ou na primeira partida; em negrito as equipes classificadas.
|  | Segunda Fase | Segunda Fase | Segunda Fase |  |  | Semifinal | Semifinal           | Semifinal | Semifinal | Semifinal |  |  | Final | Final            | Final |
|  |              |              |              |  |  |           |                     |           |           |           |  |  |       |                  |       |
|  |              |              |              |  |  | -         | Cabense             | 1         | 1         | 2         |  |  |       |                  |       |
|  | 3º           | Ipojuca      | 0            |  |  | 2º        | Decisão Sertânia    | 1         | 3         | 4         |  |  |       |                  |       |
|  | 6º           | Cabense      | 1            |  |  |           |                     |           |           |           |  |  |       | Decisão Sertânia | 0     |
|  |              |              |              |  |  |           |                     |           |           |           |  |  |       | Jaguar           | 1     |
|  |              |              |              |  |  | -         | Jaguar              | 3         | 1         | 4         |  |  |       |                  |       |
|  | 4º           | Jaguar       | 4            |  |  | 1º        | Vitória das Tabocas | 0         | 2         | 2         |  |  |       |                  |       |
|  | 5º           | Ypiranga-PE  | 0            |  |  |           |                     |           |           |           |  |  |       |                  |       |

### Final
| 30 de novembro | Decisão Sertânia | 0 – 1  | Jaguar           | Estádio Aflitos, Recife                                  |
| 15:00          |                  | Súmula | Pedro Maycon 55' | Público: ≅27 506 Árbitro: PE Tiago Nascimento dos Santos |

## Estatísticas

### Artilharia
| Pos. | Jogador         | Equipe              | Gols |
| ---- | --------------- | ------------------- | ---- |
| 1    | Pedro Maycon    | Jaguar              | 11   |
| 2    | Rogerio         | Vitória das Tabocas | 6    |
| 2    | Kaká            | Decisão Sertânia    | 6    |
| 3    | Arthur Cordouro | Vera Cruz           | 5    |
| 3    | Daniel          | Jaguar              | 5    |

## Premiação
| Campeonato Pernambucano 2024 Série A2 |
| ------------------------------------- |
| JAGUAR Campeão (1.º título)           |